# Grote Vleeshuis

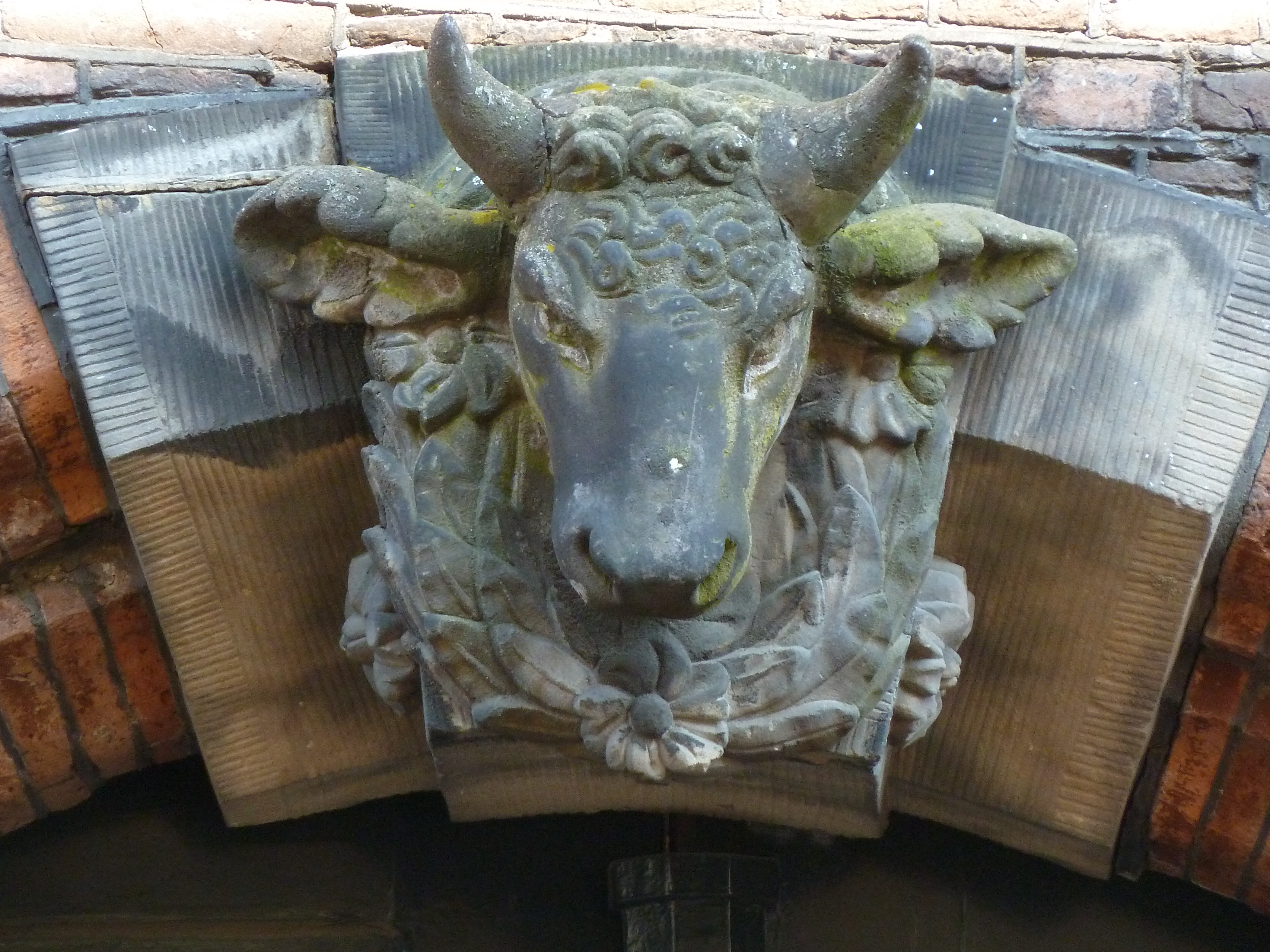
Ossenkop aan de achtergevel aan het Jansveld

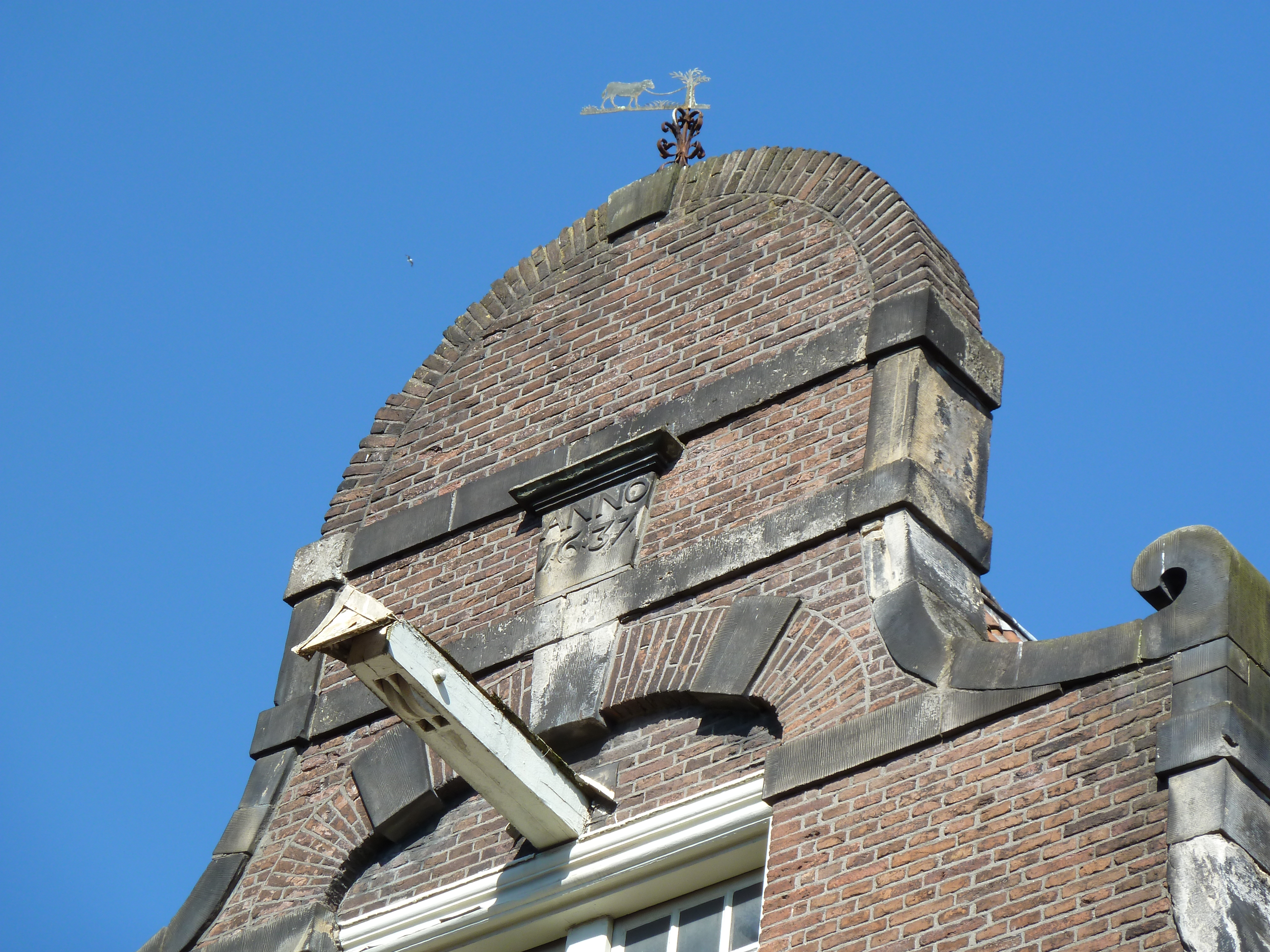
Bovenste deel van achtergevel aan het Jansveld

Het Grote Vleeshuis, ook wel onder andere de Grote Vleeshal en In de Ossenkop genoemd, is een gebouw van het voormalig slagersgilde aan de Voorstraat/het Jansveld in de Nederlandse stad Utrecht.
Aan het begin van de 15e eeuw hadden de gilden in Utrecht aanzienlijke macht. Het vleeshuis van het Vleeshouwersgilde was in deze tijd bij het Utrechtse stadhuis gelegen en gezien hun werkzaamheden was bepaald dat de leden van dit gilde als enigen met lange messen door de stad mochten. Op 21 augustus 1425 kozen Vleeshouwers partij in de strijd om de macht, begaven zich naar het huis van de Utrechtse burgemeester Beernt Proys aan de Oudegracht en vermoordden hem in zijn bed. De moordenaars bleven ongestraft.
Na enkele jaren werd wel besloten dat het oude slachthuis gesloten werd en opgesplitst op twee verder gelegen locaties moest komen: het Grote Vleeshuis aan de Voorstraat, en in 1432 de Kleine Vleeshal aan de Lange Nieuwstraat. Daarbij werd bepaald dat het slagersgilde opgeheven werd en de leden over de andere gilden verdeeld moesten worden.
In 1637/1638 werd het vleeshuis herbouwd, vermoedelijk naar ontwerp van Paulus Moreelse, waarbij delen van het 15e-eeuwse vleeshuis werden behouden. Eind 19e eeuw werd op de bovenverdieping een telefooncentrale van de Nederlandsche Bell-Telephoon Maatschappij gevestigd. Omstreeks 1910 vestigde rijwielhandelaar Alfrink zich op dit adres. Rond 1960 nam de jeugdbibliotheek haar intrek in het gebouw. Vandaag de dag heeft het een winkelfunctie.

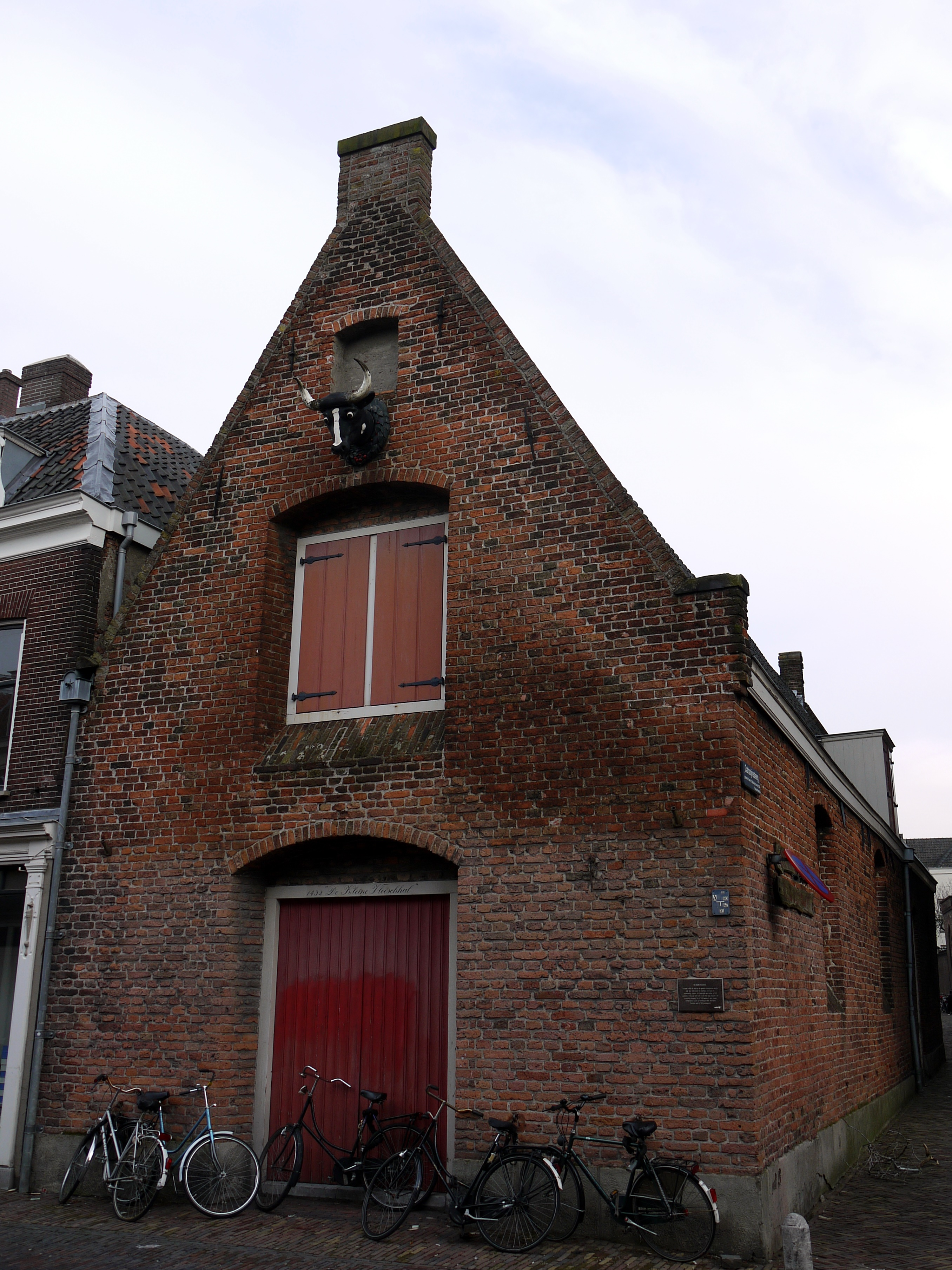
De Kleine Vleeshal aan de Lange Nieuwstraat
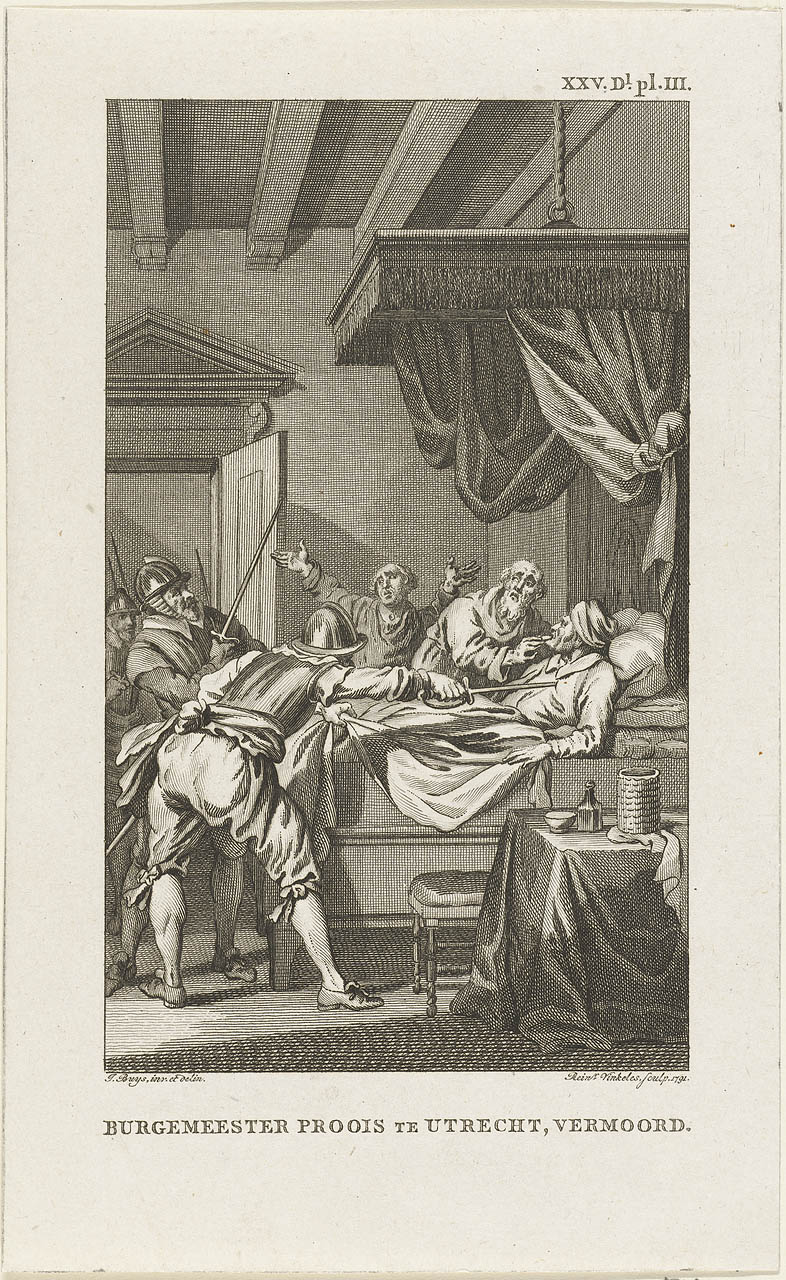
18e-eeuwse voorstelling van Reinier Vinkeles en Jacobus Buys met de moord op Beernt Proys
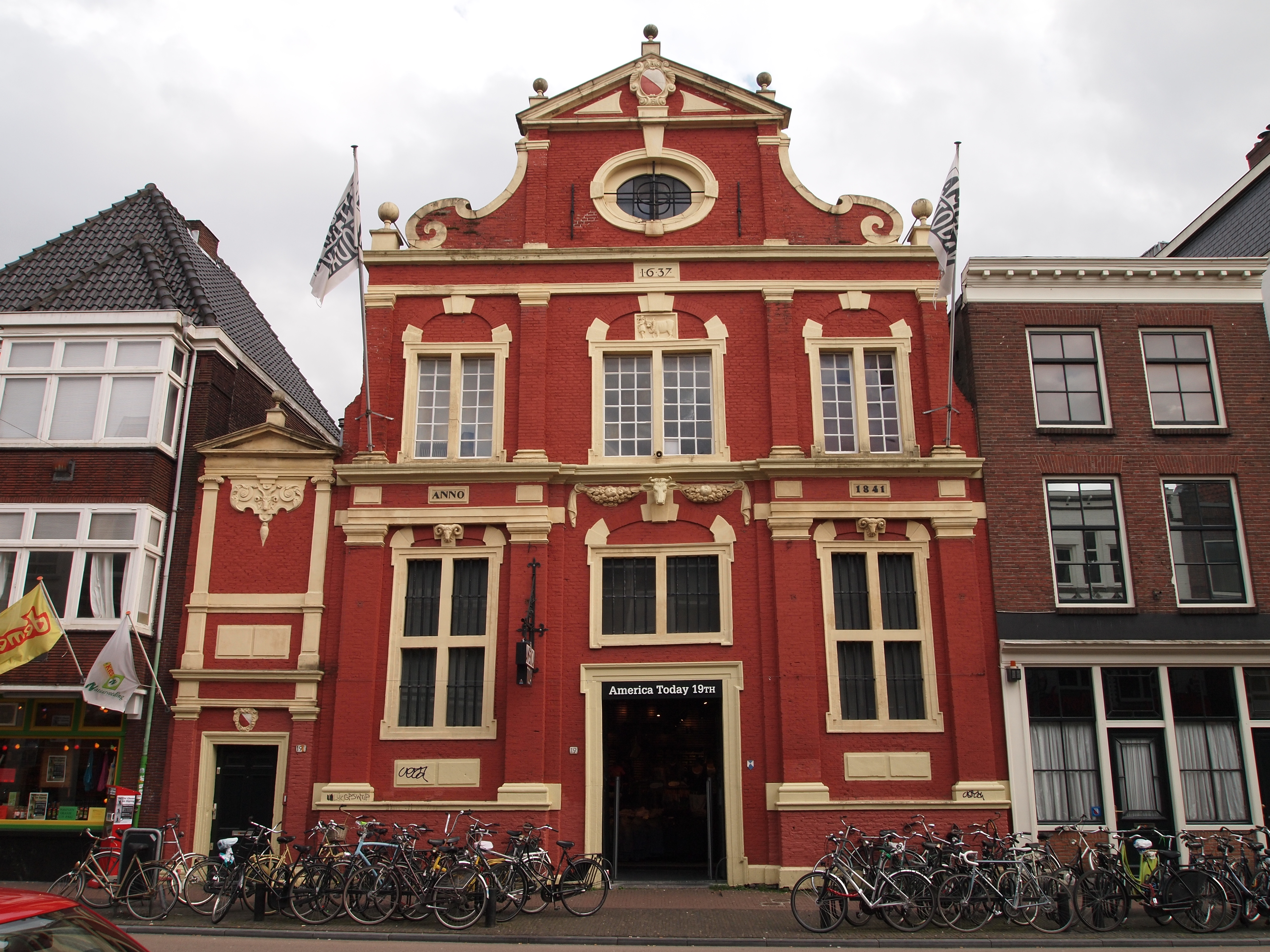
Voorzijde pand aan de Voorstraat 19 te Utrecht